# 유미 아즈사
유미 아즈사(일본어: 由美 あづさ ゆみ あづさ[*], 1925년 12월 3일 - 2002년 8월 13일)는 전 다카라즈카 가극단의 배우이다.
효고현 고베시 출신이다. 본명은 후카에 요시코(深江淑子), 옛 이름은 사치코(佐知子)이다. 바이카고등여학교 (현 바이카 중학교ㆍ고등학교) 출신이다. 재단 시절 애칭은 "치야센"이다.

## 약력
1940년, 30기생으로 다카라즈카 음악무용학교 (현 다카라즈카 음악학교)에 입학하여, 1943년에 다카라즈카 가극단에 입단하였다. 초무대 연목은 『태양의 아이들』이다.
1952년? - 1953년?, 호시구미 부조장을 맡았다.
1953년, 다카라즈카 가극단을 퇴단하였다.
가극단을 퇴단 한 후에, 쇼치쿠에 들어가, 미소라 히바리의 영화 「伊豆の踊子」에 출연했다. 극작가 하나토 코바코와 결혼하여, 「극단 웃음의 왕국(劇団笑いの王国)」의 창립에 참가하고, 활동했다. TV방송 「番頭はんと丁稚どん」 등에서, 오오무라 콘과 함께 인기를 끌었다.
1974년, 하나토의 불륜으로 이혼하였다.
2002년 8월 13일, 심근경색으로 오사카부 미노오시의 자택에서 76세의 나이로 사망했다.

## 재단 시절 주요 무대 출연
- 우미인 (츠키구미) (1951년 9월 1일 - 9월 30일)- 우미인 役

## 영화 출연
- 伊豆の踊子 (1954년)
- 螢草 (1954년)
- 鉄仮面 (1954년)
- 黒い罌粟 (1954년)
- 銀座令嬢 (1955년)
- 名探偵明智小五郎シリーズ 青銅の魔人
  - 제 1부 (1954년)
  - 제 2부 (1955년)
  - 제 3부 (1955년)
  - 제 4부 (1955년)
- 元祿名槍伝　豪快一代男 (1955년)
- 悪魔の街 (1956년)